# 苦痛の根絶
苦痛の根絶（くつうのこんぜつ、英語: Eradication of suffering）とは、バイオテクノロジーを用いて、すべての感覚を持つ存在において不随意の苦痛と苦しみを恒久的に除去するという概念である。

## 生物学と医学
19世紀における近代麻酔の発見は、手術中の苦痛を除去する上での初期の画期的な出来事であった。しかし、その受容は普遍的なものではなかった。当時の医療従事者の何人かは、麻酔は身体の損傷に対する自然な反応に対する人為的で有害な介入であると信じていた。麻酔に対する反対はその後消滅した。しかし、苦痛を根絶するという見通しは、生命の自然な機能への干渉に関して同様の懸念を引き起こしている。
痛覚消失や先天性無痛無汗症のような稀な状態のために、自然に苦痛や不快な感覚を感じることができない人々は、苦痛のない生活の生物学的および遺伝的理由を発見するために研究されてきた。FAAH 偽遺伝子（FAAH-OUTと呼ばれる）にこれまでに報告されていない遺伝子変異があり、結果としてアナンダミドレベルが上昇したスコットランド人女性が2019年に報告された。彼女は不安に対する免疫があり、恐怖を経験することができず、苦痛に鈍感であった。完全な痛覚鈍麻のために彼女が負った頻繁な火傷や切り傷は、平均よりも早く治癒した。
1990年、『Medical Hypotheses』誌はL・S・マンチーニによる「苦痛のない世界の遺伝子工学」に関する論文を掲載した。
様々な程度の快楽と苦痛の両方を経験できる精神（私たちが知っている人間の条件）で達成できる適応的なすべてのことは、様々な程度の快楽のみを経験できる精神で達成できるという仮説が提示されている。
遺伝子編集技術（CRISPRなど）の発展により、「科学者は特定の特異な人々の身体的超能力の原因を特定し、遺伝子編集を用いてそれらを他の人に付与することができる」という見通しが提起されている。遺伝学者ジョージ・チャーチは、苦痛を苦痛のない感覚系に置き換える将来の可能性についてコメントしている。
私はこれが別の惑星で、そして未来ではどのようなものになるかを想像し、そして…その想像上の未来を考えると、私たちが今いる場所に戻ってくることを厭わないかどうかを想像します。私たちが前進することを厭わないかどうかを言うのではなく…戻ってくることを厭わないかどうかを自問してみてください。

## 倫理と哲学
快楽主義と功利主義、特に負の功利主義の学派の倫理学者と哲学者は、苦しみの根絶の長所について議論してきた。トランスヒューマニスト哲学者デイヴィッド・ピアースは、『The Hedonistic Imperative』（1995年）の中で、苦しみの撲滅は技術的に可能であり、道徳的緊急性の問題でもあると主張している。彼は、「世界の最後の不快な経験は、正確に日付を特定できる出来事になるだろう」と述べている。
人類未来研究所所長の哲学者ニック・ボストロムは、苦痛が個人を害から守る機能を持っているため、より慎重なアプローチを勧めている。しかし、ボストロムは、「莫大な量の不必要で不当な苦しみ」を取り除くためにバイオテクノロジーを使用するという中心的な考えを支持している。また、バイオテクノロジーによる苦しみの根絶は望ましくない結果をもたらす可能性があると主張されており、トランスヒューマニズムは苦しみの問題に関して考慮に値する唯一の哲学ではないと主張されている。多くの人々は、苦しみを心理的および身体的機能の二元論的理解における1つの側面と見なしており、それなしでは快楽は存在し得ない。

## 動物福祉
2009年、アダム・シュライバーは、工場式農場の動物を、苦しみや苦痛を感じる能力が低下または欠如している遺伝子組み換え動物に置き換えることを提案した。シュライバーとマッコナチーは、動物福祉の改善を望む人々は、植物性食品や培養肉に加えて遺伝子編集を支持するべきだと主張した。
カトリアン・デヴォルダーとマティアス・エッゲルは、苦痛と苦しみを取り除くために実験動物の遺伝子編集を提案した。これは、最終的にすべての動物実験を停止し、代替法を採用するための、中間段階となるであろう。
野生動物の苦しみに関して、CRISPRベースの遺伝子ドライブは、有性生殖種において良性の対立遺伝子を広める費用対効果の高い方法として提案されている。遺伝子ドライブが無制限に広がるのを制限するために（例えばテストプログラムの場合）、MITメディアラボのSculpting Evolutionグループは、「デイジーチェーン・ドライブ」と呼ばれる、自己消滅型のCRISPRベース遺伝子ドライブを開発した。遺伝子ドライブの潜在的な悪影響について、「合成耐性、反転ドライブ、免疫化反転ドライブなど、遺伝子ドライブを制限または排除するためのいくつかの遺伝的メカニズムが提案および/または開発されている」。

## 関連文献
Kianpour, Connor; Paez, Eze (2021-02-16). “Red in Tooth and Claw No More: Animal Rights and the Permissibility to Redesign Nature”. White Horse Press 31 (2):  211–231. doi:10.3197/096327121X16081160834777 2024年10月1日閲覧。.
Paez, Eze (2020-04-01). “A Kantian ethics of paradise engineering” (英語). Analysis 80 (2):  283–293. doi:10.1093/analys/anz077. ISSN 0003-2638 2024年10月1日閲覧。.
Levy, Ariel (2020-01-13). “A World Without Pain”. The New Yorker 2024年10月1日閲覧。.
Waxman, Stephen G. (2018). Chasing Men on Fire: The Story of the Search for a Pain Gene. Cambridge, MA: The MIT Press. ISBN 9780262037402
Pearce, David (2017). Can Biotechnology Abolish Suffering?. North Carolina: The Neuroethics Foundation. ISBN 9781386842149
Specter, Michael (2016-12-26). “Rewriting the Code of Life” (英語). The New Yorker 2024年10月1日閲覧。.